# Condado de Sarasota
O condado de Sarasota (em inglês:  Sarasota County) é um dos 67 condados do estado americano da Flórida. A sede e cidade mais populosa do condado é Sarasota. Foi fundado em 14 de maio de 1921.

## Geografia
De acordo com o United States Census Bureau, o condado possui uma área de 1 879 km², dos quais 1 440 km² estão cobertos por terra e 439 km² por água.

## Demografia
Segundo o censo nacional de 2010, o condado possui uma população de 379 448 habitantes e uma densidade populacional de 264 hab/km². Possui 228 413 residências, que resulta em uma densidade de 159 residências/km².
Das quatro localidades incorporadas no condado, North Port é a mais populosa, com 57 357 habitantes, enquanto Sarasota é a mais densamente povoada, com 1 367 hab/km². Longboat Key é a menos populosa, com 6 888 habitantes. De 2000 para 2010, a população de North Port cresceu 152% e a de Longboat Key reduziu em 9%. Apenas uma localidade possui população inferior a 10 mil habitantes.